# 쿳다까 니까야
쿳다까 니까야(팔리어: Khuddaka Nikāya 쿳다카 니카야, K, KN) 또는 소부(小部)는 팔리 경장(Sutta Piṭaka) 5부의 마지막 묶음으로, 결집이 끝난 후 남은 것들을 다시 모은 것으로 알려져있다.
그래서 일부 부파에서는 이를 경장(숫따 삐따까)이 아닌 논장(아비담마 삐다카)에 포함시키기고 굿다까 삐따까(Khuddaka Piṭaka), 즉 소전(小典)으로 낮춰부르기도 했다.
그러나 숫타니파타, 담마빠다 등은 5부보다 먼저 성립되었다. 붓다의 열반 후, 기원전 1세기까지 순차적으로 정리된 것으로 추측된다.
사본마다 장외의 내용을 포함시키기도 해서 15~18경으로 구성에 차이가 있다.

## 구성
1. 굿다까빠따(Khuddakapāṭha, 소송경(小誦經), Khp, Kh)
2. 담마빠다(Dhammapada, 법구경(法句經), Dhp)
3. 우다나(Udāna, 자설경(自說經), Ud)
4. 이띠부따까(Itivuttaka, 여시어경(如是語經), It, Iti)
5. 숫타니파타(Suttanipāta, 경집(經集), Sn)
6. 위마나와뚜(Vimānavatthu, 천궁사경(天宮事經), Vv)
7. 뻬따와뚜(Petavatthu, 아귀사경(餓鬼事經), Pv)
8. 테라가타(Theragāthā, 장로게경(長老偈經), Thag, Th)
9. 테리가타(Therīgāthā, 장로니게경(長老尼偈經), Thig, Thī)
10. 자따카(Jātaka, 본생경(本生經), J, Ja)
11. 니데싸(Nidessa, 의석(義釋), Nd, Nidd)
  1. 마하니데싸(Mahā-niddesa, 대의석(大義釋), Nd1, Nidd I)
  2. 쭐라니데싸(Culla-niddesa, 소의석(小義釋), Nd2, Nidd II)
12. 빠띠삼비다막가(Paṭisambhidāmagga, 무애해도(無礙解道), Paṭis, Pṭs)
13. 아빠다나(Apadāna, 비유경(譬喩經), Ap)
14. 붓다왐사(Buddhavaṃsa, 불종성경(佛種姓經), Bv)
15. 짜리야삐따까(Cariyāpiṭaka, 소행장경(所行蔵經), Cp)

### 장외
사본에 따라 굿다카 니까야에 포함되기도 하고, 장외(藏外)에 포함되기도 하는 논서들.
1. 넷티파카라나(Nettippakaraṇa, 지도론(指導論), Nett)
2. 페타코파데사(Peṭakopadesa, 장석론(藏釋論), Peṭ)
3. 밀린다팡하(Milindapañhā, 미란다왕문경(彌蘭陀王問經), Mil)

## 한국어 번역

### 완역
- 전재성 역주, 〈빠알리대장경/쿳다까니까야〉(서울: 한국빠알리성전협회) — 《숫타니파타》(2004), 《담마파다》(2008), 《우다나》(2009), 《이띠붓따까》(2012), 《법구경》(2014), 《테라가타-장로게경》(2016) 《테리가타-장로니게경》(2017),《자타카》(2023) 《밀린다팡하》(2024)

### 발췌역
- 최봉수 지음, 〈소니카야—남방의 잡장〉, 《원시불교 원전의 이해》(불광불학총서 11, 서울: 불광출판부), 9장, 515~550쪽, 1993.

## 같이 보기
- 경장